# Bradford (CDP, New Hampshire)
Bradford CDP ist ein Census-designated place (CDP) in der Town of Bradford im Merrimack County im US-Bundesstaat New Hampshire. Die Volkszählung von 2020 erfasste 372 Einwohner. Der CDP wurde im Jahr 2010 erstmals vom Census definiert. Er umfasst den Kernort der Town of Bradford.

## Lage
Der Ort liegt bei den Koordinaten 43° 16' 16.93" Nord und 71° 57' 43.88" West auf einer Höhe von 215 Metern über dem Meeresspiegel. Die 2,09 km² große Fläche des Gebietes setzt sich zusammen aus 2,04 km² Land- und 0,5 km² Wasserfläche. Die Südwestgrenze des Gebietes bildet der West Branch Warner River. Durch den Ort verläuft die New Hampshire Route NH-103, die von der NH-114 gekreuzt wird. Entlang letzterer verläuft die östliche Grenze des CDP.